# Oleksandr Golovash
Oleksandr Golovash, né le 21 septembre 1991 à Soumy, est un coureur cycliste ukrainien.

## Biographie
Oleksandr Golovash naît le 21 septembre 1991 à Soumy en Ukraine.
Il entre dans l'équipe Kolss lors de sa création en 2010. Le 20 juin 2016, il rejoint l'équipe Minsk CC.
Sélectionné pour représenter son pays aux championnats d'Europe de cyclisme sur route en 2018, il se classe 34e de l'épreuve contre-la-montre.
Fin juillet 2019, il est sélectionné pour représenter son pays aux championnats d'Europe de cyclisme sur route. Il s'adjuge à cette occasion la vingt-septième place du contre-la-montre individuel.

## Palmarès
- 2011
  -  Champion d'Ukraine du contre-la-montre espoirs
  - Pologne-Ukraine
- 2012
  -  Champion d'Ukraine sur route espoirs
  -  Champion d'Ukraine du contre-la-montre espoirs
  -  Champion d'Ukraine du critérium
  -  Médaillé de bronze au championnat d'Europe du contre-la-montre espoirs
- 2013
  -  Champion d'Ukraine du contre-la-montre espoirs
  - Pologne-Ukraine :
    - Classement général
    - 1re étape

  -  Médaillé d'argent au championnat d'Europe du contre-la-montre espoirs
- 2014
  -  Champion d'Ukraine de courses par étapes
  - 1re étape du Tour de Szeklerland
- 2015
  - Minsk Cup
  - 3eb étape du Tour de Szeklerland
- 2016
  - 2ea étape du Tour d'Ukraine (contre-la-montre par équipes)
  - Prologue du Tour du lac Taihu
  - 3e de l'Odessa Grand Prix
- 2017
  -  Médaillé d'or du contre-la-montre aux championnats arabes des clubs[5]
  - 6e étape de la Tropicale Amissa Bongo
  - 6e étape du Tour d'Algérie
- 2018
  - 2e étape du Tour International de la Wilaya d'Oran
  - 3e du championnat d'Ukraine du contre-la-montre
- 2019
  - 2e étape du Tour of Malopolska
  - Classement général du Tour du lac Poyang
  - 3e de la Chabany Race
  - 3e du championnat d'Ukraine du contre-la-montre
- 2020
  - 2e du championnat d'Ukraine du contre-la-montre
  - 2e du Grand Prix Develi
  - 2e du Grand Prix Velo Erciyes
  - 3e du championnat d'Ukraine sur route
- 2021
  - 2e du championnat d'Ukraine du contre-la-montre

## Classements mondiaux
| Année           | 2012 | 2013 | 2014 | 2015 | 2016 | 2017 | 2018 |
| --------------- | ---- | ---- | ---- | ---- | ---- | ---- | ---- |
| UCI Europe Tour | 937e | 744e | 636e | 308e | 667e | 842e | 824e |
| UCI Asia Tour   |      |      |      | 175e |      |      | 634e |
| UCI Africa Tour |      |      |      |      |      | 155e | 174e |